# Хобанова
Хобанова — деревня в Качугском районе Иркутской области России. Входит в состав Белоусовского сельского поселения.

## География
Находится на левом берегу реки Куленга, примерно в 26 км к западу-северо-западу (WNW) от районного центра, посёлка Качуг.

## История
В конце 19 — начале 20 веков являлась центром формирования карбазов для спуска в Якутск заготовленного леса, продуктов, изделий кузниц и формирования грузов на Качуг, на въезде в деревню частично сохранились направляющие для погрузки тяжелых грузов. По причине человеческого фактора, при оформлении паспортных данных жителей в 70-80-х годах прошлого века получилось так, что жители левой стороны деревни живут в Хобанова, а жители правой стороны в деревне Хобаново.

## Население
В 2002 году численность населения деревни составляла 11 человек (5 мужчин и 6 женщин). По данным переписи 2010 года, в деревне проживало 9 человек (6 мужчин и 3 женщины). На основании данных администрации Белоусовского сельского поселения за 2022 год, число жителей составило 15 человек.

## Улицы
Уличная сеть деревни состоит из 2 улиц.